# 佐多みさき
佐多 みさき（さた みさき、1951年2月26日 - 2021年8月）は、日本の漫画家。本名は福留 雅裕（ふくとめ まさひろ）。鹿児島県鹿児島市出身。

## 来歴
中学の時から、東京の『武蔵野漫画研究会』とコンタクトをとり、一コマ漫画やストーリー漫画を投稿する。鹿児島県立鹿児島工業高等学校電気科卒業後、就職のために上京。都内の電気会社に入社して約1年、が、やはり漫画家への夢を捨てきれずに、当時アシスタントを募集していた池上遼一のもとに飛び込んだ。約1年間みっちりと漫画の勉強をした後に独立、1972年に持ち込んだ原稿が採用され、『闇の中の軌跡』（芳文社『長編コミック』）でデビューした。　
2021年8月、膵臓癌で死亡
2021年11月号の「つりコミック」編集後記で報告された。

## 主要作品リスト
- オリオン（原作・荒木一郎）（週刊漫画TIMES連載、1973-1974年、未単行本化）
- 昭和猛者連（原作・小池一夫）（双葉社アクションコミックス、1976年、全3巻）
- 獏（原作・志村裕次）（竹書房近代麻雀コミックス、1983年、全2巻）
- 魔姦の狩人（サン出版ジョイコミックス、1984年、全3巻）
- ポルノショップ25時（サン出版ジョイコミックス、1984年）
- 無限探偵局（講談社スコラKC、1985年）
- 日本奇病同盟（講談社モーニングKC、1986年）
- 鳳凰の翼（原作・剣名舞）（日本文芸社ゴラクコミックス、1986-87年、全2巻）
- キャットウォーク（東京三世社マイコミック、1987年）
- 仮面の狩人ノブ（秋田書店プレイコミックシリーズエクストラ、1987-90年、全7巻）
- ケイの白い指（日本文芸社ゴラクコミックス、1989-90年、全2巻）
- アモル　聖母子伝説（原作・古山寛）（秋田書店ヤングチャンピオンコミックス、1990-91年、全2巻）
- アナモルフォーズ　この世はだまし絵（原作・山口都志馬）（秋田書店プレイコミックシリーズ、1992年、全3巻）
- カクテル25時（秋田書店プレイコミックシリーズエクストラ、1993-94年、全3巻）
- すとりっぱーブギ（原作・一森純直）（日本文芸社ニチブンコミックス、1995年、全3巻）
- 新宿螢（原作・倉科遼）（日本文芸社ニチブンコミックス、1997-98年、全2巻）
- 我楽（原作・宇治谷順）（秋田書店プレイコミックシリーズ、1998-99年、全2巻）
- 狙われた女（芳文社コミックス、2003年）
- 女狩り　情炎篇（原作・倉科遼）（芸文社、2004年）

## 師匠
- 池上遼一